# Borte Chino
Borte Chino (630 circa) è stato un sovrano e condottiero mongolo, diretto progenitore della stirpe reale dell'Impero Mongolo, tra cui Gengis Khan.

## Biografia
Fu il secondo Khan dei Mongoli. Di lui poco è noto.
Era conosciuto come Saaral Chono ovvero lupo grigio. Nipote del 32' imperatore Tibetano Namri Song Tsen, era il figlio di Tengri Khan, secondogenito dell'Imperatore.

## Discendenze
Fu sposato con Maral Khai. Primo dei suoi figli fu Batachi Khan padre di Tamacha Khan (poi padre di Korichar Khan). Tra i suoi discendenti diretti c'è, oltre a Gengis Khan, tutta la stirpe dell'Impero Mongolo e Tartaro.